# Parque nacional Radom
Parque nacional Radom (Alternativamente Reserva de Al-Radom) es una reserva de la biosfera en el sur de Darfur, en el país africano de Sudán. Se trata de un espacio de 1 250 970 hectáreas. Los ríos Adda y Umblasha forman los límites norte y sur del parque. Contiguo a Radom esta el Parque nacional de André-Félix en la República Centroafricana. Se estableció como un parque, que fue designado en 1979 como parte de la Red Mundial de Reservas de la Biosfera.
Ríos, arroyos y charcas permanentes cubren gran parte del parque, que se caracteriza por ser una sabana arbolada. Aproximadamente el 90 % del hábitat es matorral, mientras que el resto es bosque.